# Einbrechender Verkehr
Einbrechender Verkehr ist ein Begriff aus dem Tarifwesen des deutschen öffentlichen Personenverkehrs. Er bezeichnet Fahrten von außerhalb in einen Verkehrsverbund, für die dann spezielle Angebote (z. B. Ländertickets oder die BahnCard) genutzt werden können. Der analoge Begriff für die umgekehrte Strecke ist „ausbrechender Verkehr“.